# EB 88C
Die zweiachsigen Güterzugbegleitwagen nach Musterblatt 88C wurden bei den Belgischen Staatsbahnen (EB) ab 1901 in Dienst gestellt.

## Geschichte
Diese Bauart wurde 1901 von Leon Joseph Bika, dem damaligen Chefingenieur der EB, konstruiert. Bis 1907 entstanden insgesamt 73 Exemplare, die später nach dem Konstrukteur mit „Typ Bika“ bezeichnet wurden.
Wagen 11040 wurde 1904 eigens für die Weltausstellung in Lüttich 1905 gebaut.
Der eigenwillig geformte Wagenkasten war aus 10 mm starkem Stahlblech und das Fahrgestell aus Gusseisen.
1926 waren noch 69 Exemplare im Einsatz. Die letzten wurden vor 1956 außer Dienst gestellt.